# Ланге, Эрнст Филипп Карл
Э́рнст Фили́пп Карл Ла́нге (нем. Ernst Phillip Karl Lange; 1813—1899) — немецкий писатель
, известный под псевдонимом Philipp Galen.
По профессии военный врач, медик. Первый и лучший из его романов — «Der Irre von St. James» (Лпц., 1854). За ним последовали «Der Inselkönig», «Fritz Stilling», «Walther Lund», «Andreas Burns und seine Familie», «Die Tochter des Diplomaten», «Der Löwe von Luzern», «Der Alte vom Berge», «Die Moselnixe», «Frei vom Joch» (1878), «Die Perle von der Oie» (Лпц., 1880), «Die Fürstendiener» (1880), «Der Meier von Mopjardin» (Мюнхен, 1891) и др.
Его «Gesammelte Schriften» вышли в Лейпциге в 1857—1868. Лучше всего Ланге показывал обычаи и картины природы Шлезвиг-Голштинии и Швейцарии. Ланге написал также драму: «Friedrich im Rheinsberg» (Бер., 1873).